# Pontassieve
Pontassieve és un municipi italià, situat a la regió de Toscana i a la ciutat metropolitana de Florència. L'any 2004 tenia 20.581 habitants.